# Ежен Ґранже
Ежен Ґранже (справжні ім'я та прізвище — П'єр-Ежен Басте; фр. Eugène Grangé; 16 грудня 1810, Париж — 1 березня 1887, там само) — французький драматург, лібретист, шансоньє, поет-пісняр, ґоґетт.

## Біографія

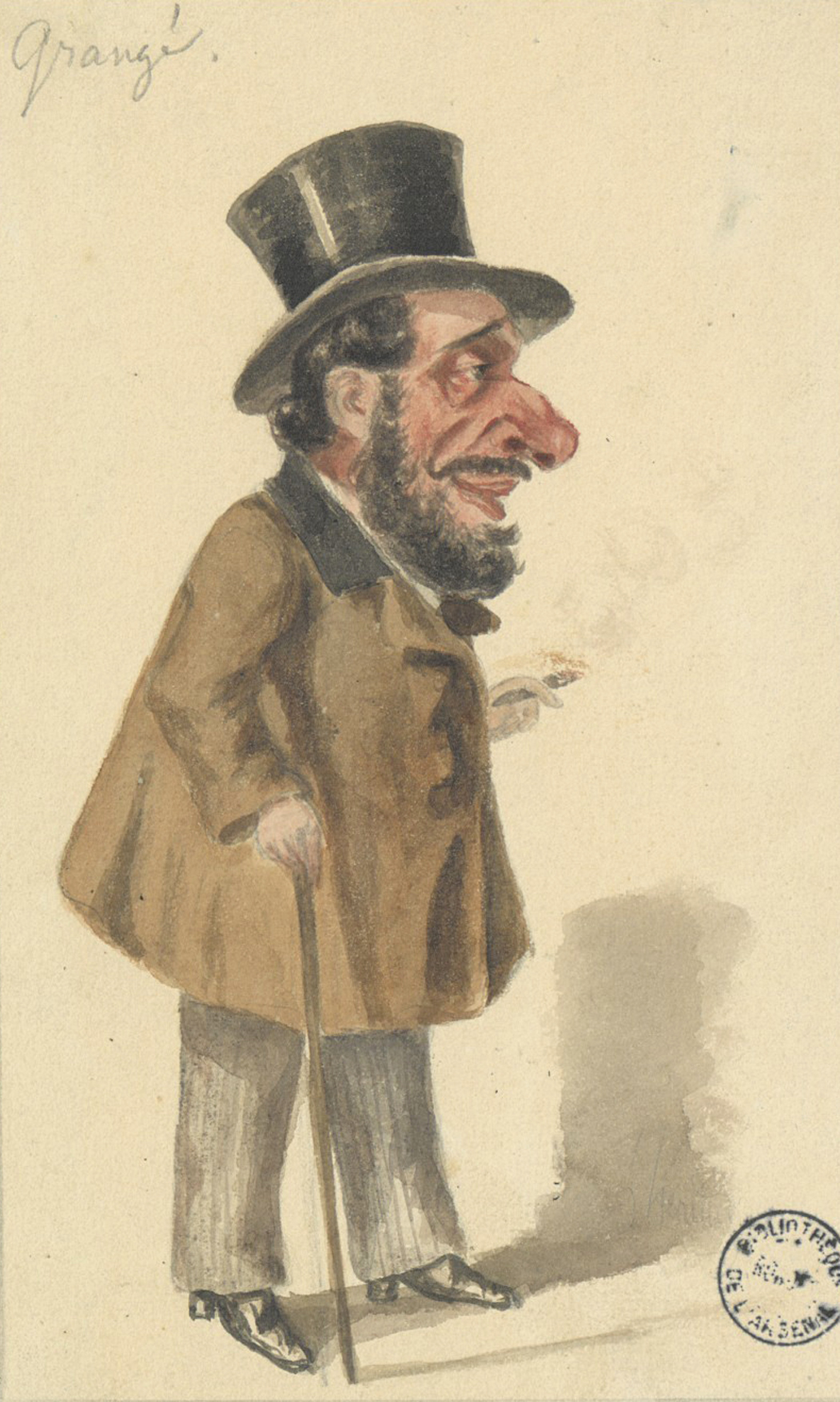
Карикатура на Е. Ґранже авторства Лерітьє.

Закінчив колеж Карла Великого. Після закінчення навчання працював у банківській установі, який залишив для занять літературною творчістю. З 1827 його водевілі ставилися в невеликих бульварних театрах на Бульвар дю Тампль.
Використовував псевдонім Ежен Ґранже, складений з його другого імені — Ежен та прізвища матері. Згодом став улюбленим драматургом «Théâtre des Funambules», де найчастіше грали його п'єси. Протягом кількох років Ґранже був єдиним та високооплачуваним автором цього театру. Крім того, його твори успішно йшли на сценах паризьких театрів драми (Théâtre des Folies-Dramatiques) та вар'єте («Théâtre des Variétés»).
Е. Ґранже також був поетом-піснярем і ґоґеттом. З 1858 брав участь у щомісячних традиційно-святкових зборах співаків і поетів у формі гулянки, своєрідному народно-хоровому гуртку з гулянням (ґоґетта). У травні 1865 року на запрошення та рекомендації свого друга Клервілля став членом «Товариства Погребка». Очолював його сім разів (1868, 1872, 1874, 1877, 1880, 1882 та 1884).

## Творчість
Автор багатьох комедій, водевілей, оперет, драм, феєрій та пісень. Фахівці стверджують, що йому належить не менше 350 п'єс та 300 пісень.
Часто писав у співпраці з низкою відомих авторів (Адольф Філіпп д'Еннері, Альфред Делакур, Ксав'є де Монтепен, Жюлем Норьяком, Віктор Конен, Ерве та ін.).

## Вибрані твори
- 1843: Les Bohémiens de Paris (драма)
- 1845: Constant-la-Girouette (комедія-вар'єте)
- 1853: Les Sept Merveilles du monde (феєрія)
- 1853: Le Carnaval des Maris (комедія-вар'єте)
- 1858: Le Punch Grassot (оперета)
- 1860: La Sirène de Paris (драма)
- 1860: La Pénélope à la mode de Caen (оперета)
- 1860: Les Mémoires de Mimi-Bamboche (водевіль)
- 1861: La Mariée du Mardi-gras (оперета)
- 1861: La Beauté du diable (оперета)
- 1862: La Boîte au lait (оперета)
- 1865: Un clou dans la serrure (комедія-вар'єте)
- 1873: La Cocotte aux œufs d'or (феєрія)
- 1878: Coco de Clairville (оперета)
- 1881: Les Deux Roses (п'єса)